# Bisbat de Khandwa
El bisbat de Khandwa (Hindi: खंडवा के सूबा; llatí: Dioecesis Khandvaënsis) és una seu de l'Església catòlica a Índia, sufragània de l'arquebisbat de Bhopal. Al 2016 tenia 36.616 batejats d'un total de 4.900.315 habitants. Actualment està regida pel bisbe Arockia Sebastian Durairaj, S.V.D.

## Territori
La diòcesi comprèn els districtes Khandwa, Bhurhanpur, Barwani i Khargone, a l'estat indi del Madhya Pradesh.
La seu arxiepiscopal és la ciutat de Khandwa, on es troba la catedral de Santa Maria.
El territori s'estén sobre 24.000 km² i està dividit en 34 parròquies.

## Història
La diòcesi va ser erigida el 3 de febrer de 1977 mitjançant la butlla Apostolico officio del papa Pau VI, prenent el territori de la diòcesi d'Indore.

## Cronologia episcopal
- Abraham Viruthakulangara † (4 de març de 1977 - 17 gennaio 1998 nomenat arquebisbe de Nagpur)
- Leo Cornelio, S.V.D. (3 de juny de 1999 - 15 de juny de 2007 nomenat arquebisbe de Bhopal)
- Arockia Sebastian Durairaj, S.V.D., des de l'11 de maig de 2009

## Estadístiques
A finals del 2016, la diòcesi tenia 36.616 batejats sobre una població de 4.900.315 persones, equivalent al 0,7% del total.
| any  | població | població  | població | sacerdots | sacerdots       | sacerdots       | sacerdots             | diaques | religiosos | religiosos | parroquies |
| ---- | -------- | --------- | -------- | --------- | --------------- | --------------- | --------------------- | ------- | ---------- | ---------- | ---------- |
| any  | batejats | total     | %        | total     | clergat secular | clergat regular | batejats por sacerdot | diaques | homes      | dones      |            |
| 1980 | 25.282   | 2.600.000 | 1,0      | 34        | 20              | 14              | 743                   |         | 19         | 86         | 6          |
| 1990 | 28.060   | 3.316.000 | 0,8      | 43        | 29              | 14              | 652                   |         | 18         | 141        | 6          |
| 1999 | 28.550   | 2.910.900 | 1,0      | 57        | 37              | 20              | 500                   |         | 25         | 238        | 28         |
| 2000 | 29.000   | 2.915.900 | 1,0      | 58        | 38              | 20              | 500                   |         | 27         | 240        | 28         |
| 2001 | 29.346   | 2.918.600 | 1,0      | 54        | 38              | 16              | 543                   |         | 25         | 235        | 30         |
| 2002 | 29.700   | 3.109.000 | 1,0      | 54        | 38              | 16              | 550                   |         | 23         | 227        | 30         |
| 2003 | 30.010   | 3.241.250 | 0,9      | 55        | 41              | 14              | 545                   |         | 32         | 227        | 30         |
| 2004 | 30.436   | 4.241.250 | 0,7      | 56        | 42              | 14              | 543                   |         | 29         | 245        | 30         |
| 2006 | 30.601   | 4.521.350 | 0,7      | 65        | 50              | 15              | 470                   |         | 37         | 260        | 30         |
| 2013 | 32.250   | 4.555.200 | 0,7      | 67        | 50              | 17              | 481                   |         | 38         | 283        | 34         |
| 2016 | 36.616   | 4.900.315 | 0,7      | 70        | 52              | 18              | 523                   |         | 35         | 278        | 34         |